# L'Équipe de choc
L'Équipe de choc est une émission de télévision française diffusée en direct sur la chaîne de télévision L'Équipe du lundi au vendredi de 15 h 50 à 18 h 30 depuis le 21 août 2023 et présentée par France Pierron.

## Histoire
Avec l'ambition d'attirer un public plus jeune, L'Équipe lance une nouvelle émission à la rentrée 2023 intitulée L'Équipe de choc. Pour atteindre son objectif, la chaine mise sur des animateurs et consultants jeunes et issus notamment du monde d'Internet.

## Concept
L'émission mêle débats et « décryptages » autour du sport, avec une part de multisports pour se détacher de l'omniprésence du football largement critiquée pour les autres émissions de la chaîne[réf. nécessaire]. L'émission consacre donc 70 % de son temps au football et 30 % aux autres sports.